# From Justin to Kelly
Pour plus de détails, voir Fiche technique et Distribution.
From Justin to Kelly est un film américain réalisé par Robert Iscove, sorti en 2003.

## Synopsis
En plein été, Justin rencontre Kelly. Mais plusieurs obstacles, comme la jalousie et la convoitise, seront au rendez-vous... Kelly, une étudiante du Texas, travaille dans un bar où elle chante à l'occasion. Un jour, deux de ses amies, Alexa et Kaya, lui offrent de les accompagner à Miami car elles ont besoin de sa voiture. Kelly accepte et les trois copines se retrouvent sur les plages ensoleillées pour les vacances scolaires de mi-session. Elles y font la rencontre de trois jeunes hommes de Pennsylvanie qui, comme elles, espèrent bien se payer du bon temps. Kelly est aussitôt attirée par Justin, le plus gentil des trois, qui le lui rend bien. Mais Alexa est jalouse et elle tente par tous les moyens de nuire à leur idylle naissante. Pendant ce temps, Kaya n'a d'yeux que pour le viril Carlos qui est serveur dans un café de l'endroit.

## Fiche technique
- Titre français : From Justin to Kelly
- Réalisation : Robert Iscove
- Scénario : Kim Fuller
- Photographie : Francis Kenny
- Musique : Greg Siff et Michael Wandmacher
- Production : John Steven Agoglia, Gayla Aspinall, Nikki Boella, Robert Engelman et Simon Fuller
- Pays d'origine : États-Unis
- Format : Couleurs - 1,85:1 - Dolby Digital
- Genre : comédie romantique
- Date de sortie : 2003

## Distribution
- Kelly Clarkson : Kelly
- Justin Guarini : Justin
- Katherine Bailess : Alexa
- Anika Noni Rose : Kaya
- Greg Siff : Brandon
- Brian Dietzen : Eddie
- Kaitlin Riley : Ashley
- Jessica Sutta : Bracelet Girl
- Robert Hoffman : danseur